# Anne Chamberlyne
Anne Chamberlyne (* 20. Januar 1667 in London; † 30. Oktober 1691 ebenda) war eine englische weibliche Tar (Seemann).

## Leben
Anne Chamberlyne wurde am 20. Januar 1667 als eines von sechs Kindern und einzige Tochter des Gelehrten Edward Chamberlyne geboren. Ihr Vater hatte in Oxford Jura studiert und mehrere Bücher geschrieben. Sie entschied sich gegen die Ehe und trat am 30. Juni 1690 in die Marine ein. Sie diente an Bord eines Feuerschiffes, welches von ihrem Bruder, Kapitän Perregrine Clifford Chamberlyne, befehligt wurde, und kämpfte gegen die Franzosen in der Seeschlacht von Beachy Head. Nach ihrer Entlassung aus der Marine heiratete sie den Juristen John Spragg. Sie starb im Kindbett nach der Geburt ihrer Tochter am 30. Oktober 1691.
In der All Saints Church am Cheyne Walk in London befand sich eine Gedenktafel zu ihrer Erinnerung, die jedoch im Zweiten Weltkrieg bei einem Bombenangriff zerstört wurde.
Auf der Plakette befand sich die Inschrift:

“In an adjoining vault lies Anne, the only Daughter of Edward Chamberlyne, Doctor of Law's, born in London, 20 January 1667, who having declined marriage at 23, and aspiring to great achievements unusual to her sex, and age, on 30 June 1690, on board a fire ship in man's clothing, as second Pallas, chaste and fearless, fought valiantly six hours against the French, under the command of her Brother.
   Returned from the engagement and after some few months married John Spragg, Esq., with whom, for sixteen more months, she lived most amiably happy. At length, in childbed of a daughter, she encountered death 30 October 1691. This monument, for consort most virtuous and dearly loved, was erected by her husband.
   Snatched, alas, how soon by sudden death, unhonoured by progeny like herself, worthy to rule the Main!”

Übersetzung:

„In einem angrenzenden Gewölbe liegt Anne, die einzige Tochter von Edward Chamberlyne, Doktor der Rechte, geboren am 20. Januar 1667 in London, die am 30. Juni 1690 mit 23 Jahren die Ehe abgelehnt hatte und nach großen Leistungen strebte, die für ihr Geschlecht und Alter ungewöhnlich waren, an Bord eines Feuerschiffes in Männerkleidung, als zweite Pallas, keusch und furchtlos, unter dem Kommando ihres Bruders sechs Stunden lang tapfer gegen die Franzosen kämpfte.
    Kehrte von der Verpflichtung zurück und heiratete nach einigen Monaten John Spragg, Esq., mit dem sie weitere sechzehn Monate lang sehr liebenswürdig und glücklich zusammenlebte. Schließlich fand sie im Kindbett einer Tochter am 30. Oktober 1691 den Tod. Dieses Denkmal für die tugendhafteste und innig geliebte Gemahlin wurde von ihrem Ehemann errichtet.
    Geschnappt, ach, wie bald durch plötzlichen Tod, ungeehrt von Nachkommen wie ihr, würdig, um über die Meisten zu regieren!“